# Team Farm Frites-Hartol
El Team Farm Frites-Hartol (codi UCI: FAR) va ser un equip ciclista femení neerlandès. Creat al 1999, va aconseguir categoria UCI Women's Team l'any següent. Va desaparèixer el 2004.

## Principals resultats
- A les proves de la Copa del món:
  - Primavera Rosa: Mirjam Melchers (2002)
  - Gran Premi Castella i Lleó: Mirjam Melchers (2003), Angela Brodtka (2004)

- Altres:
  - Emakumeen Bira: Leontien van Moorsel (2001), Mirjam Melchers (2003)

## Classificacions UCI
Aquesta taula mostra la plaça de l'equip a la classificació de la Unió Ciclista Internacional a final de temporada i també la millor ciclista en la classificació individual de cada temporada.
| Temporada | Classificació per equips | Millor ciclista en la classificació individual |
| --------- | ------------------------ | ---------------------------------------------- |
| 1999      | -                        | Leontien van Moorsel (14a)                     |
| 2000      | 2n                       | Leontien van Moorsel (4a)                      |
| 2001      | 9è                       | Leontien van Moorsel (40a)                     |
| 2002      | 3r                       | Mirjam Melchers (2a)                           |
| 2003      | 3r                       | Mirjam Melchers (2a)                           |
| 2004      | 2n                       | Mirjam Melchers (2a)                           |

Del 2005 al 2009 l'equip va participar en la Copa del món. Abans de la temporada 2006 no hi havia classificació per equips, i es mostra la millor ciclista en la classificació individual.
| Temporada | Classificació per equips | Millor ciclista en la classificació individual |
| --------- | ------------------------ | ---------------------------------------------- |
| 1999      | -                        | Leontien van Moorsel (20a)                     |
| 2000      | -                        | Susanne Ljungskog (6a)                         |
| 2001      | -                        | Sharon van Essen (28a)                         |
| 2002      | -                        | Mirjam Melchers (2a)                           |
| 2003      | -                        | Mirjam Melchers (3a)                           |
| 2004      | -                        | Mirjam Melchers (4a)                           |

## Composició de l'equip
| \| Llista de l'equip 1999 \| Llista de l'equip 1999 \| Llista de l'equip 1999 \| Llista de l'equip 1999 \| \| Ciclista \| Data de naixement \| Equip previ \| \| \| ---------------------- \| ---------------------- \| ---------------------- \| ---------------------- \| \| Andrea Bosman \| 6 de agost de 1979 \| \| \| \| Marije Gemser \| 7 de agost de 1973 \| \| \| \| Hester Marieke Kroes \| 4 de abril de 1972 \| \| \| \| Debby Mansveld \| 21 de desembre de 1972 \| \| \| \| Christine Mos \| 14 de juliol de 1972 \| \| \| \| Sissy van Alebeek \| 8 de febrer de 1976 \| Opstalan (1998) \| \| \| Anouska van der Zee \| 5 de abril de 1976 \| Opstalan (1998) \| \| \| Astrid van Tol \| 23 de abril de 1974 \| \| \| \| Leontien van Moorsel \| 22 de març de 1970 \| Opstalan (1998) \| \| \| \| \| \| \| \| Font: Cycling Archives \| \| \| \| |                        |                 |  |
| Llista de l'equip 1999 |                        |                 |  |
| Ciclista | Data de naixement      | Equip previ     |  |
| Andrea Bosman | 6 de agost de 1979     |                 |  |
| Marije Gemser | 7 de agost de 1973     |                 |  |
| Hester Marieke Kroes | 4 de abril de 1972     |                 |  |
| Debby Mansveld | 21 de desembre de 1972 |                 |  |
| Christine Mos | 14 de juliol de 1972   |                 |  |
| Sissy van Alebeek | 8 de febrer de 1976    | Opstalan (1998) |  |
| Anouska van der Zee | 5 de abril de 1976     | Opstalan (1998) |  |
| Astrid van Tol | 23 de abril de 1974    |                 |  |
| Leontien van Moorsel | 22 de març de 1970     | Opstalan (1998) |  |
| |                        |                 |  |
| Font: Cycling Archives |                        |                 |  |

| \| Llista de l'equip 2000 \| Llista de l'equip 2000 \| Llista de l'equip 2000 \| Llista de l'equip 2000 \| \| Ciclista \| Data de naixement \| Equip previ \| \| \| ---------------------- \| ---------------------- \| ------------------------ \| ---------------------- \| \| Andrea Bosman \| 6 de agost de 1979 \| \| \| \| Jeanette Harder \| 14 de març de 1970 \| \| \| \| Madeleine Lindberg \| 2 de març de 1972 \| \| \| \| Susanne Ljungskog \| 16 de març de 1976 \| \| \| \| Debby Mansveld \| 21 de desembre de 1972 \| \| \| \| Rikke Sandhøj \| 20 de abril de 1972 \| \| \| \| Yvonne Brunen \| 4 de febrer de 1971 \| The Greenery Hawk (1999) \| \| \| Sissy van Alebeek \| 8 de febrer de 1976 \| Opstalan (1998) \| \| \| Esther van der Helm \| 5 de setembre de 1981 \| \| \| \| Anouska van der Zee \| 5 de abril de 1976 \| Opstalan (1998) \| \| \| Sharon van Essen \| 3 de març de 1981 \| \| \| \| Leontien van Moorsel \| 22 de març de 1970 \| Opstalan (1998) \| \| \| \| \| \| \| \| Font: Cycling Archives \| \| \| \| |                        |                          |  |
| Llista de l'equip 2000 |                        |                          |  |
| Ciclista | Data de naixement      | Equip previ              |  |
| Andrea Bosman | 6 de agost de 1979     |                          |  |
| Jeanette Harder | 14 de març de 1970     |                          |  |
| Madeleine Lindberg | 2 de març de 1972      |                          |  |
| Susanne Ljungskog | 16 de març de 1976     |                          |  |
| Debby Mansveld | 21 de desembre de 1972 |                          |  |
| Rikke Sandhøj | 20 de abril de 1972    |                          |  |
| Yvonne Brunen | 4 de febrer de 1971    | The Greenery Hawk (1999) |  |
| Sissy van Alebeek | 8 de febrer de 1976    | Opstalan (1998)          |  |
| Esther van der Helm | 5 de setembre de 1981  |                          |  |
| Anouska van der Zee | 5 de abril de 1976     | Opstalan (1998)          |  |
| Sharon van Essen | 3 de març de 1981      |                          |  |
| Leontien van Moorsel | 22 de març de 1970     | Opstalan (1998)          |  |
| |                        |                          |  |
| Font: Cycling Archives |                        |                          |  |

| \| Llista de l'equip 2001 \| Llista de l'equip 2001 \| Llista de l'equip 2001 \| Llista de l'equip 2001 \| \| Ciclista \| Data de naixement \| Equip previ \| \| \| ---------------------- \| ---------------------- \| ------------------------------------- \| ---------------------- \| \| Andrea Bosman \| 6 de agost de 1979 \| \| \| \| Margaret Hemsley \| 11 de agost de 1971 \| Nürnberger Versicherung - Emmi (1999) \| \| \| Hanka Kupfernagel \| 19 de març de 1974 \| Kupfernagel (2000) \| \| \| Madeleine Lindberg \| 2 de març de 1972 \| \| \| \| Bertine Spijkerman \| 31 de maig de 1982 \| \| \| \| Yvonne Brunen \| 4 de febrer de 1971 \| The Greenery Hawk (1999) \| \| \| Sissy van Alebeek \| 8 de febrer de 1976 \| Opstalan (1998) \| \| \| Daphny van den Brand \| 6 de abril de 1978 \| Kupfernagel (2000) \| \| \| Esther van der Helm \| 5 de setembre de 1981 \| \| \| \| Anouska van der Zee \| 5 de abril de 1976 \| Opstalan (1998) \| \| \| Sharon van Essen \| 3 de març de 1981 \| \| \| \| Sonja van Kuik-Pfister \| 9 de març de 1979 \| Ondernemers van Nature (2000) \| \| \| Elsbeth Vink \| 25 de gener de 1973 \| Opstalan (1998) \| \| \| Leontien van Moorsel \| 22 de març de 1970 \| Opstalan (1998) \| \| \| \| \| \| \| \| Font: Cycling Archives \| \| \| \| |                       |                                       |  |
| Llista de l'equip 2001 |                       |                                       |  |
| Ciclista | Data de naixement     | Equip previ                           |  |
| Andrea Bosman | 6 de agost de 1979    |                                       |  |
| Margaret Hemsley | 11 de agost de 1971   | Nürnberger Versicherung - Emmi (1999) |  |
| Hanka Kupfernagel | 19 de març de 1974    | Kupfernagel (2000)                    |  |
| Madeleine Lindberg | 2 de març de 1972     |                                       |  |
| Bertine Spijkerman | 31 de maig de 1982    |                                       |  |
| Yvonne Brunen | 4 de febrer de 1971   | The Greenery Hawk (1999)              |  |
| Sissy van Alebeek | 8 de febrer de 1976   | Opstalan (1998)                       |  |
| Daphny van den Brand | 6 de abril de 1978    | Kupfernagel (2000)                    |  |
| Esther van der Helm | 5 de setembre de 1981 |                                       |  |
| Anouska van der Zee | 5 de abril de 1976    | Opstalan (1998)                       |  |
| Sharon van Essen | 3 de març de 1981     |                                       |  |
| Sonja van Kuik-Pfister | 9 de març de 1979     | Ondernemers van Nature (2000)         |  |
| Elsbeth Vink | 25 de gener de 1973   | Opstalan (1998)                       |  |
| Leontien van Moorsel | 22 de març de 1970    | Opstalan (1998)                       |  |
| |                       |                                       |  |
| Font: Cycling Archives |                       |                                       |  |

| \| Llista de l'equip 2002 \| Llista de l'equip 2002 \| Llista de l'equip 2002 \| Llista de l'equip 2002 \| \| Ciclista \| Data de naixement \| Equip previ \| \| \| ---------------------- \| ---------------------- \| -------------------------------- \| ---------------------- \| \| Arenda Grimberg \| 10 de març de 1978 \| Acca Due O-Lorena Camicie (2001) \| \| \| Madeleine Lindberg \| 2 de març de 1972 \| \| \| \| Mirjam Melchers \| 26 de setembre de 1975 \| Acca Due O-Lorena Camicie (2001) \| \| \| Kirsty Nicole Robb \| 23 de maig de 1979 \| Bik-Toscany Sport (2001) \| \| \| Sissy van Alebeek \| 8 de febrer de 1976 \| Opstalan (1998) \| \| \| Anouska van der Zee \| 5 de abril de 1976 \| Opstalan (1998) \| \| \| Sonja van Kuik-Pfister \| 9 de març de 1979 \| Ondernemers van Nature (2000) \| \| \| Elsbeth Vink \| 25 de gener de 1973 \| Opstalan (1998) \| \| \| Leontien van Moorsel \| 22 de març de 1970 \| Opstalan (1998) \| \| \| \| \| \| \| \| Font: Cycling Archives \| \| \| \| |                        |                                  |  |
| Llista de l'equip 2002 |                        |                                  |  |
| Ciclista | Data de naixement      | Equip previ                      |  |
| Arenda Grimberg | 10 de març de 1978     | Acca Due O-Lorena Camicie (2001) |  |
| Madeleine Lindberg | 2 de març de 1972      |                                  |  |
| Mirjam Melchers | 26 de setembre de 1975 | Acca Due O-Lorena Camicie (2001) |  |
| Kirsty Nicole Robb | 23 de maig de 1979     | Bik-Toscany Sport (2001)         |  |
| Sissy van Alebeek | 8 de febrer de 1976    | Opstalan (1998)                  |  |
| Anouska van der Zee | 5 de abril de 1976     | Opstalan (1998)                  |  |
| Sonja van Kuik-Pfister | 9 de març de 1979      | Ondernemers van Nature (2000)    |  |
| Elsbeth Vink | 25 de gener de 1973    | Opstalan (1998)                  |  |
| Leontien van Moorsel | 22 de març de 1970     | Opstalan (1998)                  |  |
| |                        |                                  |  |
| Font: Cycling Archives |                        |                                  |  |

| \| Llista de l'equip 2003 \| Llista de l'equip 2003 \| Llista de l'equip 2003 \| Llista de l'equip 2003 \| \| Ciclista \| Data de naixement \| Equip previ \| \| \| ---------------------- \| ---------------------- \| -------------------------------- \| ---------------------- \| \| Suzanne de Goede \| 16 de abril de 1984 \| \| \| \| Arenda Grimberg \| 10 de març de 1978 \| Acca Due O-Lorena Camicie (2001) \| \| \| Mirjam Melchers \| 26 de setembre de 1975 \| Acca Due O-Lorena Camicie (2001) \| \| \| Sandra Missbach \| 19 de març de 1978 \| Kupfernagel (2000) \| \| \| Miho Oki \| 8 de març de 1974 \| C.A. Mantes La Ville 78 (2002) \| \| \| Christa Pirard \| 11 de juliol de 1984 \| \| \| \| Sissy van Alebeek \| 8 de febrer de 1976 \| Opstalan (1998) \| \| \| Esther van der Helm \| 5 de setembre de 1981 \| \| \| \| Anouska van der Zee \| 5 de abril de 1976 \| Opstalan (1998) \| \| \| Elsbeth Vink \| 25 de gener de 1973 \| Opstalan (1998) \| \| \| Leontien van Moorsel \| 22 de març de 1970 \| Opstalan (1998) \| \| \| \| \| \| \| \| Font: Cycling Archives \| \| \| \| |                        |                                  |  |
| Llista de l'equip 2003 |                        |                                  |  |
| Ciclista | Data de naixement      | Equip previ                      |  |
| Suzanne de Goede | 16 de abril de 1984    |                                  |  |
| Arenda Grimberg | 10 de març de 1978     | Acca Due O-Lorena Camicie (2001) |  |
| Mirjam Melchers | 26 de setembre de 1975 | Acca Due O-Lorena Camicie (2001) |  |
| Sandra Missbach | 19 de març de 1978     | Kupfernagel (2000)               |  |
| Miho Oki | 8 de març de 1974      | C.A. Mantes La Ville 78 (2002)   |  |
| Christa Pirard | 11 de juliol de 1984   |                                  |  |
| Sissy van Alebeek | 8 de febrer de 1976    | Opstalan (1998)                  |  |
| Esther van der Helm | 5 de setembre de 1981  |                                  |  |
| Anouska van der Zee | 5 de abril de 1976     | Opstalan (1998)                  |  |
| Elsbeth Vink | 25 de gener de 1973    | Opstalan (1998)                  |  |
| Leontien van Moorsel | 22 de març de 1970     | Opstalan (1998)                  |  |
| |                        |                                  |  |
| Font: Cycling Archives |                        |                                  |  |

| \| Llista de l'equip 2004 \| Llista de l'equip 2004 \| Llista de l'equip 2004 \| Llista de l'equip 2004 \| \| Ciclista \| Data de naixement \| Equip previ \| \| \| ---------------------------------- \| ---------------------- \| -------------------------------- \| ---------------------- \| \| Rachel Heal \| 1 de abril de 1973 \| \| \| \| Angela Hennig (1 de jul–31 de des) \| 15 de gener de 1981 \| \| \| \| Yvonne Hijgenaar \| 15 de maig de 1980 \| \| \| \| Mirjam Melchers \| 26 de setembre de 1975 \| Acca Due O-Lorena Camicie (2001) \| \| \| Sandra Missbach \| 19 de març de 1978 \| Kupfernagel (2000) \| \| \| Miho Oki \| 8 de març de 1974 \| C.A. Mantes La Ville 78 (2002) \| \| \| Sissy van Alebeek \| 8 de febrer de 1976 \| Opstalan (1998) \| \| \| Esther van der Helm \| 5 de setembre de 1981 \| \| \| \| Anouska van der Zee \| 5 de abril de 1976 \| Opstalan (1998) \| \| \| Elsbeth van Rooy-Vink \| 25 de gener de 1973 \| Opstalan (1998) \| \| \| Adrie Visser \| 19 de octubre de 1983 \| \| \| \| Leontien van Moorsel \| 22 de març de 1970 \| Opstalan (1998) \| \| \| \| \| \| \| \| Font: Cycling Archives \| \| \| \| |                        |                                  |  |
| Llista de l'equip 2004 |                        |                                  |  |
| Ciclista | Data de naixement      | Equip previ                      |  |
| Rachel Heal | 1 de abril de 1973     |                                  |  |
| Angela Hennig (1 de jul–31 de des) | 15 de gener de 1981    |                                  |  |
| Yvonne Hijgenaar | 15 de maig de 1980     |                                  |  |
| Mirjam Melchers | 26 de setembre de 1975 | Acca Due O-Lorena Camicie (2001) |  |
| Sandra Missbach | 19 de març de 1978     | Kupfernagel (2000)               |  |
| Miho Oki | 8 de març de 1974      | C.A. Mantes La Ville 78 (2002)   |  |
| Sissy van Alebeek | 8 de febrer de 1976    | Opstalan (1998)                  |  |
| Esther van der Helm | 5 de setembre de 1981  |                                  |  |
| Anouska van der Zee | 5 de abril de 1976     | Opstalan (1998)                  |  |
| Elsbeth van Rooy-Vink | 25 de gener de 1973    | Opstalan (1998)                  |  |
| Adrie Visser | 19 de octubre de 1983  |                                  |  |
| Leontien van Moorsel | 22 de març de 1970     | Opstalan (1998)                  |  |
| |                        |                                  |  |
| Font: Cycling Archives |                        |                                  |  |